# Вимпел (Полтава)
Вимпел — український мотобольний клуб з Полтави.

## Історія
«Вимпел» брав участь 24-х чемпіонатах СРСР, що проводилися за круговою схемою (1966—1989).
На початку 70-х років 20-го століття у Полтаві почали створювати міцну команду, яка у 1973 році зробила дубль: здобула перемоги у чемпіонаті і кубку СРСР. Кольори «Вимпела» у тому сезоні захищали Валерій Зеленський, Борис Романовський, Микола Андрущенко, Володимир Даниляк, Валерій Захаров, Валерій Кудінов, Юрій Алексенський, Леодор Русаков, Володимир Тимошенко. Тренував команду Анатолій Ковган. 
1973 року Валерій Кудінов встановив рекорд результативності в одній першості — 73 забитих м'ячі (18 ігор).
Кращими бомбардирами чемпіонатів також були Валерій Кудінов (1972, 34 голи) і Юрій Алексенський (1976, 19 голів).
Взимку 1990 року команда відмовилася від участі у першості.

## Досягнення
Чемпіонат СРСР
- Переможець (1): 1973
- Срібний призер (1): 1974
- Бронзовий призер (7): 1972, 1975, 1979, 1983, 1984, 1985, 1987

Кубок СРСР
- Переможець (1): 1973
- Фіналіст (5): 1968, 1971, 1972, 1974, 1987

## Статистика
Виступи у чемпіонатах СРСР:
| Сезон | І  | В  | Н | П  | РМ       | О  | М      |
| ----- | -- | -- | - | -- | -------- | -- | ------ |
| 1966  | 14 | 7  | 1 | 6  | 34 — 43  | 15 | 4 з 8  |
| 1967  | 14 | 5  | 2 | 7  | 27 — 29  | 12 | 5 з 8  |
| 1968  | 14 | 6  | 4 | 4  | 25 — 19  | 16 | 4 з 8  |
| 1969  | 16 | 5  | 2 | 9  | 44 — 64  | 12 | 7 з 9  |
| 1970  | 8  | 3  | 1 | 4  | 13 — 26  | 7  | 5 з 9  |
| 1971  | 14 | 5  | 1 | 8  | 43 — 62  | 11 | 5 з 8  |
| 1972  | 16 | 11 | 3 | 2  | 59 — 25  | 25 | 3 з 9  |
| 1973  | 18 | 16 | 2 | 0  | 106 — 18 | 34 | 1 з 10 |
| 1974  | 16 | 12 | 3 | 1  | 47 — 12  | 27 | 2 з 9  |
| 1975  | 20 | 10 | 5 | 5  | 60 — 52  | 25 | 3 з 6  |
| 1976  | 14 | 5  | 5 | 4  | 33 — 32  | 15 | 4 з 8  |
| 1977  | 14 | 5  | 5 | 4  | 39 — 31  | 15 | 5 з 8  |
| 1978  | 14 | 4  | 2 | 8  | 21 — 31  | 10 | 8 з 8  |
| 1979  | 16 | 7  | 4 | 5  | 28 — 32  | 18 | 3 з 9  |
| 1980  | 18 | 5  | 4 | 9  | 30 — 40  | 14 | 6 з 10 |
| 1981  | 18 | 7  | 2 | 9  | 42 — 45  | 16 | 6 з 10 |
| 1982  | 18 | 3  | 7 | 8  | 23 — 36  | 13 | 8 з 10 |
| 1983  | 16 | 8  | 2 | 6  | 33 — 39  | 18 | 3 з 9  |
| 1984  | 18 | 9  | 3 | 6  | 36 — 27  | 21 | 3 з 10 |
| 1985  | 18 | 11 | 3 | 4  | 32 — 21  | 25 | 3 з 10 |
| 1986  | 18 | 11 | 2 | 5  | 43 — 27  | 24 | 4 з 10 |
| 1987  | 18 | 12 | 3 | 3  | 46 — 26  | 27 | 3 з 10 |
| 1988  | 18 | 6  | 7 | 5  | 34 — 30  | 19 | 5 з 10 |
| 1989  | 18 | 3  | 2 | 13 | 16 — 55  | 8  | 9 з 10 |